# Stade olympique villelonguet
Maillots
Le Stade olympique villelonguet est un club français de rugby à XV basé à Villelongue-de-la-Salanque. Son équipe Séniors féminines évoluait en Élite 1 en 2018-2019.

## Historique
Le club a été fondé en 1943. Le club est champion de France de 4e série en 1977 et 1996.
Depuis 2010, le club n'a plus d'équipe masculin mais se distingue pour son équipe féminine. En 2013, elles ont atteint la finale de Fédérale 1 féminine, perdue (29-8) face au Lyon olympique universitaire rugby. Après cette prouesse, de nombreuses joueuses répondirent aux sollicitations des clubs chevronnés tels que Montpellier, Perpignan. En déficit d’effectif, le comité directeur décida de repartir au plus bas de la hiérarchie en 2014.
En 2016, le club remporte le Championnat de France féminin de Fédérale 1 en battant le Stade français sur le score de 11 à 10 à Romagnat. Le club est ainsi promu en 2e division nationale, l'Élite 2 Armelle Auclair.
En 2018, à la suite de la réorganisation des divisions féminines et le passage de la 1re division de 8 à 16 clubs, le Stade olympique villelonguet intègre l'Élite 1. Dernier de poule et forfait pour les derniers matchs de la saison, le club redescend immédiatement. Le club n'est pas engagé en Élite 2 la saison suivante.

## Palmarès
Masculin
- Champion de France de 4e série en 1977 et 1996
- Champion de France de 2e série en 1967
- Finaliste de la Coupe Jean-François-Phliponeau en 1997

Féminin
- Champion de France féminin de Fédérale 1 en 2016
  - Finaliste du Championnat de France féminin de Fédérale 1 en 2013

## Personnalités du club

### Joueurs notables
- Elie Delonca
- Benoît Albert

### Joueuses internationales
- Aurélie Bailon
- Cyrielle Banet
- Elodie Guiglion
- Christelle Le Duff

### Présidents
- Gérard Landri

### Entraîneurs
- 2013-2014 : Pierre Vergés et Henri Banet
- Depuis 2014 : Pierre Vergés et Jean-Marie Faveaux